# Joe Henderson
Joe Henderson  (Lima, Ohio, 1937. április 24. – San Francisco, Kalifornia, 2001. június 30.) háromszoros Grammy-díjas amerikai tenorszaxofonos volt.
Nagycsaládos szülők gyermekeként született: kilenc fivére és öt nővére volt. Muzikális volt a környezet: két lánytestvére is énekelt a baptista templom kórusában. Gyakran hallgattak Bo Diddley és Chuck Berry felvételeket.
A közelükben lakó magyar és délszláv családtól európai zenét is hallottak és meg is kedveltek.
Henderson autodidaktaként kezdte. Tíz éves korában kezdett szaxofonozni. Középiskolás korában megismerkedett indiai és dél-ázsiai népzenékkel. Tizennégy éves korában Dexter Gordont, Charlie Parkert, Don Byast hallgatott.
Egy detroiti session alkalmával találkozott Miles Davisszel és John Coltrane-nel. Németországban majd Franciaországban turnézott. 1962-ben New Yorkban közreműködött Kenny Dorham (Una Mas), Lee Morgan (The Sidewinder), Andrew Hill (Black Fire, Point Of Departure), McCoy Tyner (The Real McCoy) és Horace Silver (Song For My Father, Cape Verdean Blues) lemezein. Freddie Hubbard trombitással együtt vezette a Jazz Communicators zenekart.
1959-ben rövidéletű saját együttest alapított. Rövid ideig egy jazz-rock zenekarban, a Blood, Sweat & Tearsben szerepelt.
Pályafutása elején, 1962-ben Dexter Gordon meghívta a Birdland Jazz Jamboree-ra. Ettől vált ismertté. A amerikai dzsessz minden stílusát is elsajátította.
Példaképei között volt Stan Getz, Charlie Parker, Lester Young. Játszott Chick Coreával és Freddie Hubbarddal; és befolyásolta stílusát Sonny Rollins és John Coltrane is.
Generációjának egyik utolsó mohikánja volt.

## Lemezek
Lásd: → Joe Henderson discography